# Pieni-Montonen
Pieni-Montonen är en sjö i kommunen Sankt Michel i landskapet Södra Savolax i Finland. Sjön ligger 99,4 meter över havet. Arean är 28 hektar och strandlinjen är 5,36 kilometer lång.  Den  ingår i Kymmene älvs huvudavrinningsområde.  Sjön ligger omkring 18 kilometer väster om S:t Michel och omkring 200 kilometer nordöst om Helsingfors. 
I sjön finns ön Tervasaari. Pieni-Montonen ligger sydväst om Iso-Montonen. 